# Красноградський педагогічний фаховий коледж Харківської гуманітарно-педагогічної академії
Красноградський педагогічний фаховий коледж Комунального закладу «Харківська гуманітарно-педагогічна академія» Харківської обласної ради — заклад фахової передвищої освіти — відокремлений структурний підрозділ Комунального закладу «Харківська гуманітарно-педагогічна академія» Харківської обласної ради, що розташований у Краснограді Харківської області.
Має бібліотеку, їдальню, гуртожиток, футбольне поле зі штучним покриттям.

## Історія
Історія Красноградського педагогічного фахового коледжу Комунального закладу "Харківська гуманітарно-педагогічна академія" Харківської обласної ради тісно пов'язана з історією міста і становленням народної освіти країни.
Як свідчать документи, у 1810 році в Костянтинограді (назва міста до революції) не було жодної школи. З дозволу генерал-губернатора у 1816 році у місті відкрито перший навчальний заклад - повітове училище. У 1834 році було відкрито церковно-приходське училище.
У 1873 році в повіті було 36 шкіл, в яких працювало 24 священники, 20 вчителів-чоловіків і одна жінка-вчителька. В усіх школах навчалося 1080 дітей, з них 38 дівчат.
За реформою 1864 року в повіті були утворені Земські дворянські зібрання і виконавчі органи - Земські управи. У архіві Красноградського краєзнавчого музею збереглося чимало протоколів засідань земської управи та земського дворянського зібрання.
Протокол 1867 року засвідчує, що 01 жовтня 1862 року обговорювалися питання створення в повіті бюджету по народній освіті, відкриття педагогічного навчального закладу та запровадження в повіті загального обов'язкового навчання. Тим часом мережа початкових шкіл весь час розширювалась. У 1900 році їх у повіті налічувалось 147 одиниць.
З дозволу Міністерства народної освіти в м. Костянтинограді 14 грудня 1909 року було відкрито трирічні педагогічні курси для підготовки вчителів та вчительок початкових народних училищ. Курси були засновані земством не тимчасово, а постійно з метою поповнення педагогічного персоналу земських шкіл. Земством були встановлені 15 стипендій по 120 крб, які видавалися слухачам з селянського стану. Першими слухачами курсів були 32 особи. При курсах діяла зразкова школа для проходження курсантами педагогічної практики.
Педагогічні курси не користувалися правом державної служби, тому постійно обговорювалося питання про перетворення курсів в учительську семінарію.
Учительська семінарія розпочала роботу 01 вересня 1915 року, її в свій час закінчили О.І.Копиленко та І.Ю.Сенченко - відомі вітчизняні письменники.
У 1920 році учительська семінарія була реорганізована в 3-річні педагогічні курси, в яких в 1921 році було проведено академічну та класову чистку. Виключалися з курсів діти купців, заможних селян та всіх, хто не встигав бодай з одного предмета. Спогади курсантів свідчать, що абітурієнти навчались 5 років, складали 6 екзаменів. Курсантів учили співати, грати на роялі, скрипці та інших музичних інструментах.
У 1924 році на базі педагогічних курсів було створено педагогічний технікум, в якому за традицією того часу виходила газета, яка мала назву "Гурток початківців" і в якій друкував свої твори Л Первомайський. У цей час в педтехнікумі навчався О.П.Грінченко, батько відомого співака В.Грінченка.
З 7 по 12 травня 1938 року при Народному Комісаріаті освіти УРСР в Києві відбулася нарада директорів педагогічних шкіл України.
З 52 педагогічних закладів було відзначено Красноградський педагогічний технікум та вручено перехідний Червоний прапор НКО України.
З 1939 року на базі педагогічного технікуму відкрився учительський інститут, який діяв до 1941 року. Багато випускників та викладачів пішли на фронт. Це С.М.Ткаченко - директор учительського інституту, М.О.Сазонов, І.І.Струк, Г.М.Власов, В.Г.Бибик, Б.Є.Гуд - викладачі інституту. 19 вересня 1943 року м.Красноград було визволено від німецьких окупантів, а в грудні 1943 року відбувся перший набір студентів до педагогічної школи. Директором було призначено Я.Г.Ткача. Цього ж року педагогічна школа була перейменована в педагогічне училище. З 1946 року педагогічне училище очолював М.О.Сазонов, згодом Б.Є.Гуд, в майбутньому директор Харківського педагогічного училища. За період з 1943 по 1955 рік Красноградське педагогічне училище закінчили В.В.Петренко - доктор фізико-математичних наук, професор, який протягом багатьох років очолював відділ Російського наукового центру "Курчатовський інститут", К.X.Балабуха - кандидат філологічних наук, надалі викладач Харківського національного педагогічного університету імені Г.С.Сковороди, Ю.Г.Островерхова - заслужений учитель України, та інші.
З 1983 року Красноградське педагогічне училище згідно з наказом Міністерства освіти УРСР від 03.06.1983 року № 318 відновило свою діяльність. Училище було розташовано на базі школи-інтернату забудови 1961 року та здійснювало підготовку фахівців зі спеціальностей: дошкільне виховання та початкове навчання.
Директором Красноградського педагогічного училища було призначено В.Г.Ковальова , який очолював педагогічний колектив навчального закладу до 2001 року.
З початку існування колектив викладачів налічував 17 осіб, студентський - 180 осіб. У період з 1984-1998 навчальних років зростає кількість студентів до 1500 осіб. На навчання до училища приїздить велика кількість мешканців інших областей. Педагогічний колектив збільшується та поповнюється досвідченими викладачами району та молодими спеціалістами, випускниками вищих навчальних закладів, зокрема випускниками Харківського державного педагогічного університету імені Г.С.Сковороди.
80-ті роки увійшли в історію педагогічного училища як роки розвитку, становлення і зміцнення. Педагогічний колектив постійно у пошуці нових підходів до навчання і виховання майбутніх педагогів. Талановиті викладачі, молоді спеціалісти зробили відчутний трудовий і творчий внесок у розвиток матеріальної і методичної бази педагогічного училища. В училищі проводиться значна позааудиторна робота - працюють гуртки: драматичний, математичний, педагогічний, психологічний, вокально- інструментальний, "м'якої іграшки" та інші. Гордістю училища був хор студентів та хор викладачів.
З 1993 року навчальний заклад набув статусу коледжу. З 1994 року, враховуючи потреби регіону, відкрито спеціальність "Педагогіка і методика середньої освіти. Трудове навчання", а з 1997 року - спеціальність "Педагогіка і методика середньої освіти. Фізична культура". З 1997 року згідно з наказом Міністерства освіти України від 20. 06. 1997 року № 218 "Про реформування мережі вищих навчальних закладів, підпорядкованих Міністерству освіти" коледж входить до комплексу Харківського державного педагогічного університету імені Г.С.Сковороди.
З 1999 року при коледжі розпочав свою роботу обласний ліцей для обдарованих дітей Харківської області. Навчання було організовано за гуманітарно-педагогічним профілем.
З 2001 року педагогічний колектив очолив С.І.Рябокінь. З його ініціативи з 2002 року введено новий профіль - інформаційних технологій, а з 2004 року - художньо-естетичний профіль.
Завдяки наполегливій праці досвідченого та кваліфікованого педагогічного колективу ліцей має популярність серед навчальних закладів міста та району. Результативність діяльності закладу говорить сама за себе: у 2006 році ліцей став переможцем обласної виставки "Освіта Харківщини XXI століття" в номінації "Сучасний ліцей: постійний творчий пошук", з 2011 року ліцей припинив свою діяльність.
У зв'язку з Указом Президента України від 21.08.2004 року № 955/2004 наказом Міністерства освіти і науки України від 16.09.2004 року № 730 Харківському державному педагогічному університету імені Г.С.Сковороди надано статус Національного, на підставі наказу ХНПУ імені Г.С.Сковороди від 17.11.2004 р. № 94-к на підставі п. 1.8.1 Статуту ХНПУ імені Г.С.Сковороди, затвердженого Міністерством освіти і науки України Красноградський коледж ХНПУ імені Г.С.Сковороди є правонаступником Красноградського коледжу ХДПУ імені Г.С.Сковороди. Рішенням VII сесії VI скликання Харківської обласної ради від 18.08.2011 року № 239-VI Красноградський коледж включено до складу Комунального закладу "Харківська гуманітарно-педагогічна академія" Харківської обласної ради як відокремлений структурний підрозділ.
Використано матеріал з джерела: Красноградський педагогічний коледж // Вища педагогічна освіта і наука України: історія, сьогодення та перспективи розвитку. Харківська область / Ред. рада вид.: В. Г. Кремінь (гол.) та ін.; Редкол. тому: І. Ф. Прокопенко (гол.) та ін. — Київ : Знання України, 2009. — С. 369-376. — ISBN 978-966-316-241-6.

## Структура, спеціальності
На сьогодні у коледжі функціонують два відділення і 5 циклових комісій.
Освітню діяльність з надання фахової передвищої освіти на рівні кваліфікаційних вимог до фахового молодшого бакалавра коледж проводить за ліцензіями Міністерства освіти і науки України за денною формою навчання на базі базової загальної середньої освіти та на базі повної загальної середньої освіти за галуззю 01 Освіта / Педагогіка за спеціальностями:
- 012 Дошкільна освіта
- 013 Початкова освіта
- 014.10 Середня освіта (Технології)
- 014.11 Середня освіта (Фізична культура)